# Molen bij zonlicht

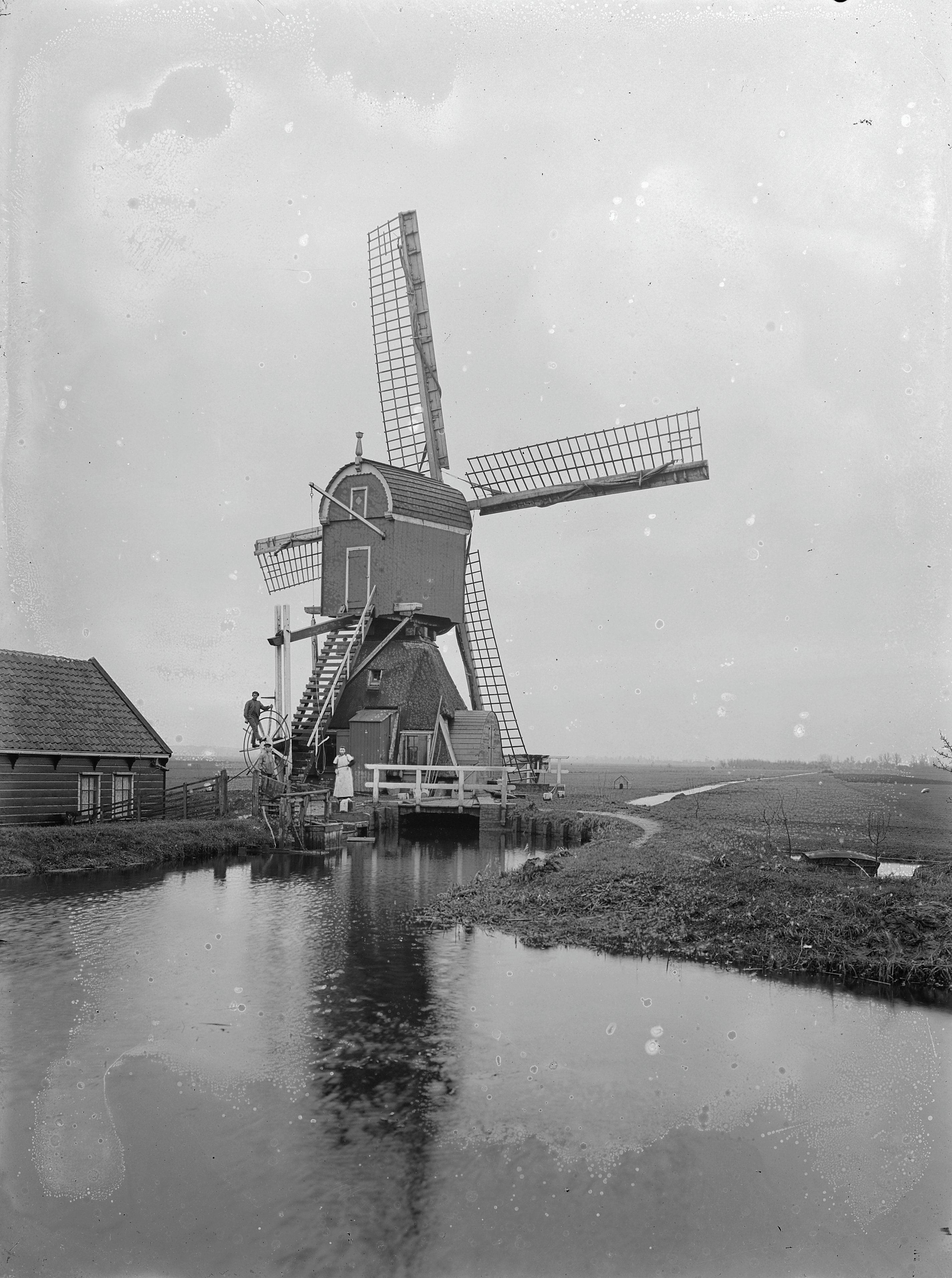
De wipwatermolen in de Kleine Winkelpolder in 1918, in 1922 grotendeels gesloopt met alleen de molenromp nog aanwezig

Molen bij zonlicht is een schilderij van de Nederlandse schilder Piet Mondriaan uit 1908. Afgebeeld is de Winkelse molen bij Abcoude. Het werk markeert Mondriaans overgang naar een avant-gardistische en later abstracte manier van werken. Het schilderij bevindt zich in de collectie van het Kunstmuseum Den Haag. Het werd aan dit museum nagelaten door kunstverzamelaar Sal Slijper.

## Context
In de jaren tot 1908 werd Mondriaan sterk gedreven door de ambitie om een groot kunstschilder te worden. Zijn strategie daarbij was vooral gericht op aansluiting bij de smaak van het grote publiek, dat toentertijd romantische en naturalistische werken prefereerde, in de stijl van de Haagse School. Als thema's koos hij dan ook vooral voor landschappen, koeien in een wei, molens, zonsondergangen, nachten met maneschijn en gezichten op zee en duinen. Het bracht hem echter niet het succes waarop hij hoopte. Tweemaal deed hij mee aan de Prix de Rome maar telkens viel hij buiten de prijzen. Hij werd niet gerekend tot de grootsten.
Na 1905 echter tekende zich voorzichtig een kentering af in Mondriaans werk. Bewust begon hij te kiezen voor een ogenschijnlijk slordige, en amateuristische manier van werken. Hoewel hij aan de kunstacademie een gedegen technische opleiding had genoten, vergat hij die kennis met opzet omdat hij zich realiseerde dat technische fouten alleen maar afleidden van waar het volgens hem op aankwam: de beleving van het schilderij zelf. Na wat experimenteren in de jaren 1906 en 1907 liet hij echter ook deze fase achter zich en zette in 1908 met zijn Molen bij zonlicht een plotselinge stijlbreuk in, die al vrij snel daarna zou leiden de abstracte werken waarmee hij later beroemd werd. In Nederland maakte het hem in een klap tot de voorman van de avant-garde.

## Duiding
Molen bij zonlicht tekent bij uitstek Mondriaan radicale keuze om de klassiek-traditionele schilderstijlen los te laten en op zoek te gaan naar iets volledig nieuws. Zelfs de door hem bewonderde Vincent van Gogh, die kleuren vooral gebruikte om er zijn perceptie van het licht mee weer te geven, werd in die zin niet meer nagevolgd. Hij zette nu doodgewoon het rood, geel en blauw zoals het uit zijn tube kwam naast elkaar in zuivere kleurvlakken. De enigszins ruw opgebrachte verf verleent het schilderij een agressieve toon, de felle kleurvlakken steken af tegen het geheel. Uiteindelijk ontstaat zo een stralende compositie, geheel anders dan zijn voorgaande werk. Het werk is sterk expressief van aard en het onderwerp is eigenlijk nauwelijks nog van belang. Duidelijk zichtbaar is de invloed van het fauvisme en het werk van Andre Derain en Henri Matisse, met wiens werk hij toen net kennis had gemaakt.
Hoewel de overgang naar de tweedimensionaal abstract-geometrische verdeling zich reeds aankondigt, wordt Molen bij zonlicht nog niet gekenmerkt door afstandelijke formalisme uit Mondriaans latere periode. De diepgewortelde ideeën op basis waarvan hij uiteindelijk voor de abstractie zou kiezen waren gebaseerd op een platonische visie op de werkelijkheid, namelijk het idee dat de wereld om ons heen louter een weerspiegeling is van een diepere waarheid. Deze visie echter komt ook reeds tot uitdrukking in het hier besproken werk.

## Stijlontwikkeling
De snelle ontwikkeling van Mondriaans schilderstijl rond 1908, van realistisch naar abstract, kan aan de hand van zijn schilderijen van Molens inzichtelijk worden gemaakt. Na eind 1911, toen hij naar Parijs trok, zou hij het figuratieve vrijwel geheel verlaten.

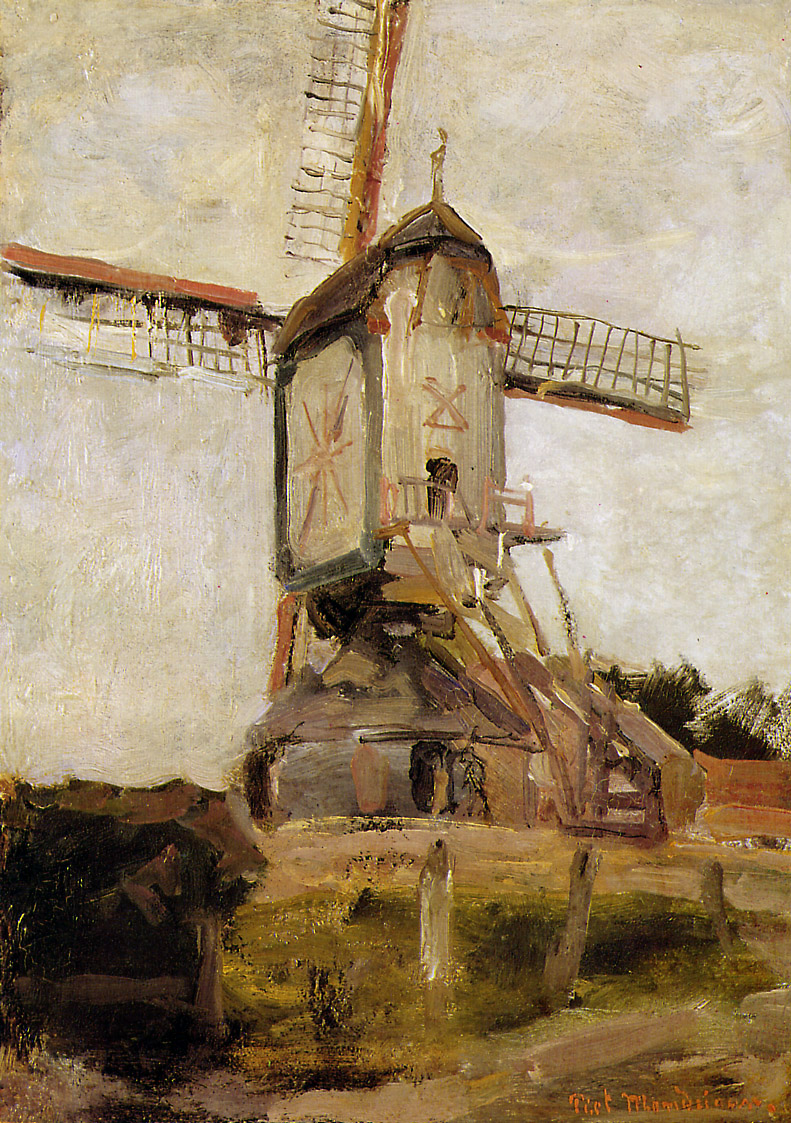
Molen te Heeswijk, 1904
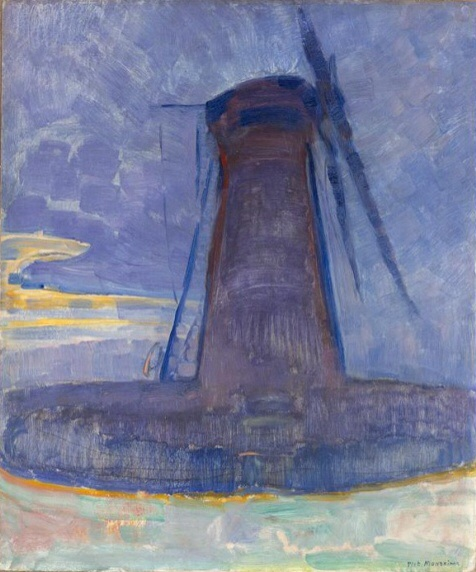
Molen bij Domburg, 1908
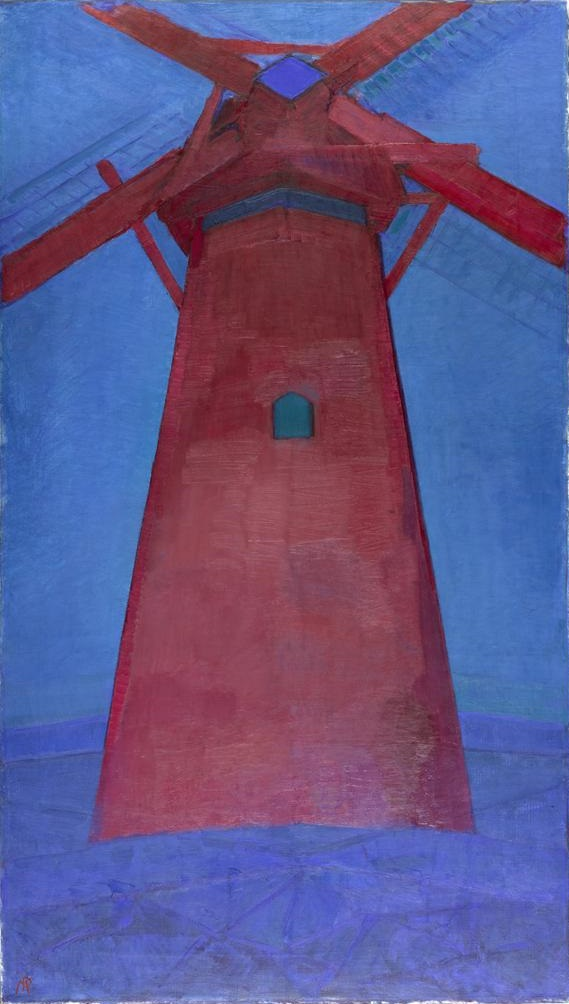
De rode molen, 1911